# Hành lang kinh tế
Hành lang kinh tế là một không gian kinh tế có giới hạn về chiều dài và chiều rộng, liên vùng lãnh thổ hoặc liên quốc gia, dựa trên việc thành lập một hoặc nhiều tuyến giao thông kết hợp với những chính sách kinh tế nhất định để thúc đẩy phát triển kinh tế trên toàn không gian đó. Hành lang kinh tế thường được thành lập để đẩy mạnh sự hội nhập về kinh tế giữa những vùng kém phát triển hơn và thường là vùng sâu vùng xa với những vùng phát triển hơn và thường là vùng duyên hải. Một bên muốn tìm đường ra biển, một bên muốn tìm đường tiếp cận trung tâm. Bản thân từ "hành lang" trong quy hoạch giao thông và quy hoạch vùng lãnh thổ có nghĩa là tuyến giao thông kết nối một vùng sâu trong nội địa với cảng biển trong nước hoặc nước khác.